# Ummeliata saitoi
Ummeliata saitoi är en spindelart som beskrevs av Matsuda och Ono 200. Ummeliata saitoi ingår i släktet Ummeliata och familjen täckvävarspindlar. Inga underarter finns listade i Catalogue of Life.